# A Great Day in Harlem (Film)
A Great Day in Harlem ist ein US-amerikanischer Dokumentarfilm von Regisseurin Jean Bach aus dem Jahr 1994.

## Handlung
Der Film handelt von der Entstehung der legendären Gruppenfotografie A Great Day in Harlem. Der Fotograf Art Kane (1925–1995), der als freiberuflicher Fotograf für den Esquire arbeitete, nahm das Schwarzweiß-Bild am 12. August 1958 auf. Es zeigt 57 legendäre Jazzmusiker vor einem Gebäude in Harlem. Im Film wird sowohl Originalfilmmaterial von diesem Tag verwendet, das Milton Hinton von seiner Frau auf Super 8 anfertigen ließ, als auch Interviews über den Entstehungsprozess von einigen der Musikern, darunter Quincy Jones, der auch den Erzähler gibt, sowie Dizzy Gillespie, Sonny Rollins und Buck Clayton.

## Hintergrund
Die Rundfunkproduzentin Jean Bach war eine Jazz-Enthusiastin. Nach dem Tod ihres Ehemannes erfuhr sie, dass Milton Hinton ein Heimvideo besaß, das den Entstehungsprozess der Fotografie dokumentierte. Bach hatte keine Ahnung vom Filmemachen, kaufte dennoch Hinton das Band ab und beschloss, zunächst eine Reihe von Interviews zu drehen und diese später der Smithsonian Institution zu stiften. Schließlich entstand daraus ein ganzer Film; die Aufnahmen komplettierte sie mit neuem Interviewmaterial und Livevideos von den beteiligten Musikern. Tatsächlich bekam die Fotografie erst durch den Dokumentarfilm ihren heutigen Namen, inspiriert von dem Duke-Ellington-Stück A Sad Day in Harlem. Vorher hieß die Fotografie lediglich Golden Age of Jazz, so der Titel der Esquire-Titelgeschichte.

## Rezeption
Jazzkritiker Whitney Balliett, der für The New York Times arbeitete, nannte den Film „brilliant, lustig, bewegend, zusammengefasst: ein fantastischer Dokumentarfilm“.
Der Film wurde bei der Oscarverleihung 1995 als bester Dokumentarfilm nominiert.